# Napoléon (film)
Napoléon (franska: Napoléon vu par Abel Gance) är en fransk stumfilm från 1927 i regi av Abel Gance. Filmen tillhör vid sidan av D.W. Griffiths Intolerance och Erich von Stroheims Den giriga stumfilmsepokens mästerverk.

## Om filmen
Abel Gances mastodontfilm var tänkt att skildra hela Napoleon Bonapartes liv i en film om sex delar. Endast första delen blev klar, den tog fyra år att göra och är över fem timmar lång. Filmens historia slutar 1797 när Napoleon invaderar Italien. Gance lyckades sedan inte få ihop kapital till att fortsätta filmprojektet.
I filmen använder Gance många för tiden nya filmiska grepp. Till exempel placerades en handhållen kamera på hästar och vagnar och i slutet av filmen visades tre filmprojektioner bredvid varandra.

## Rollista i urval
- Albert Dieudonné - Napoléon
- Vladimir Roudenko - Napoléon Bonaparte, som barn
- Edmond Van Daële - Maximilien Robespierre
- Alexandre Koubitzky - Georges Danton
- Antonin Artaud - Jean-Paul Marat
- Abel Gance - Louis de Saint-Just
- Gina Manès - Joséphine de Beauharnais
- Marguerite Gance - Charlotte Corday
- Yvette Dieudonné - Élisa Bonaparte
- Philippe Hériat - Antoine Saliceti
- Max Maxudian - Barras
- Annabella - Violine Fleuri
- Nicolas Koline - Tristan Fleuri
- Maurice Schutz - Pasquale Paoli
- Andrée Standart - Thérèse Tallien
- Suzy Vernon - Madame Récamier
- Petit Vidal - Philippeaux
- Francine Mussey - Lucile Desmoulins
- Robert Vidalin - Camille Desmoulins
- Louis Vonelly - Couthon
- Jean d'Yd - La Bussière
- René Jeanne - Jean-Charles Pichegru
- Henri Beaulieu - Beaumarchais